# Banana Split (film, 1943)
Pour les articles homonymes, voir Banana split (homonymie).
Pour plus de détails, voir Fiche technique et Distribution.
Banana Split (titre original : The Gang's All Here, littéralement, Toute la bande est là) est un film musical américain en technicolor réalisé par Busby Berkeley, sorti en 1943.

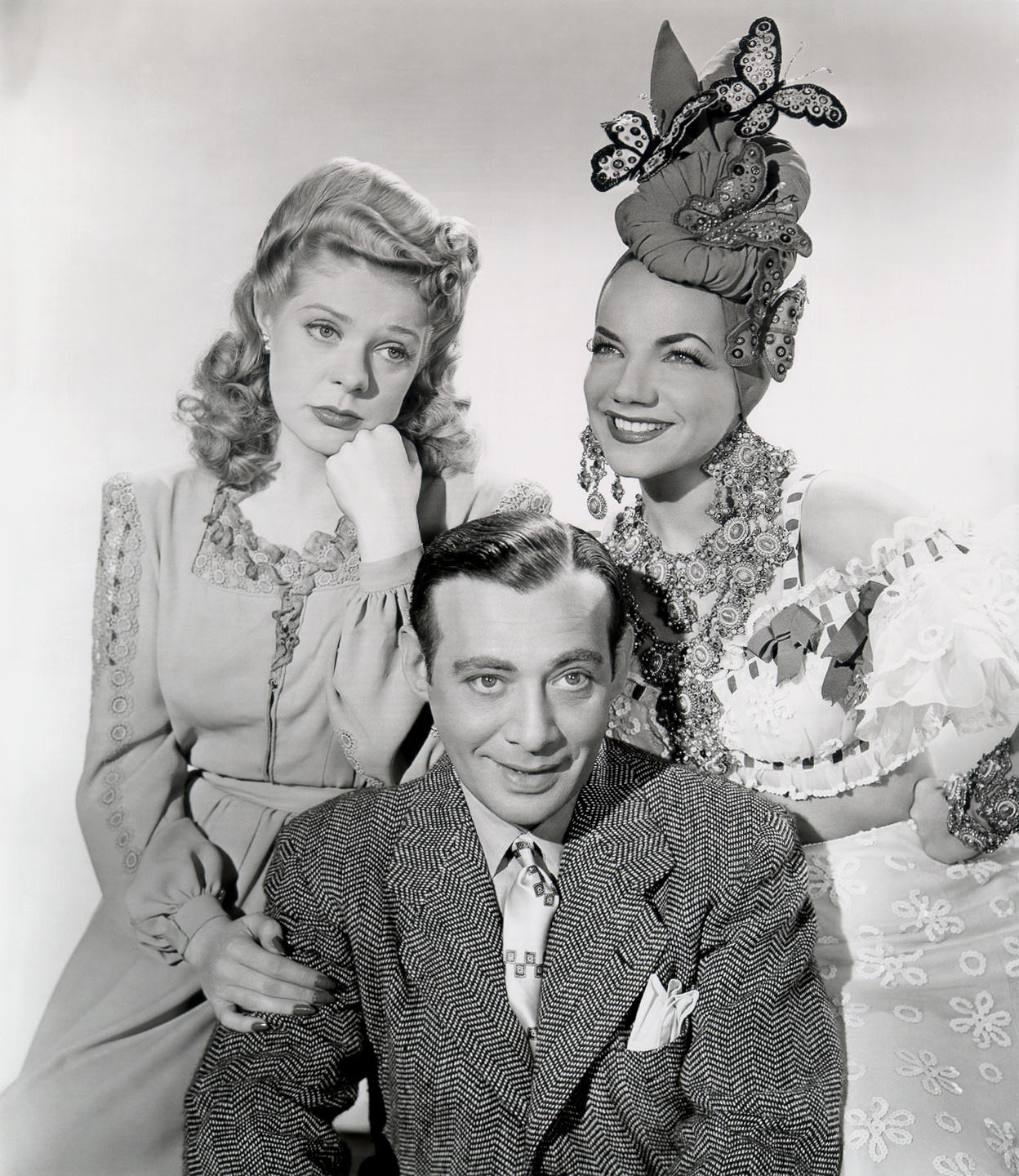
Banana Split mettant en vedette Alice Faye (à gauche), et Carmen Miranda.

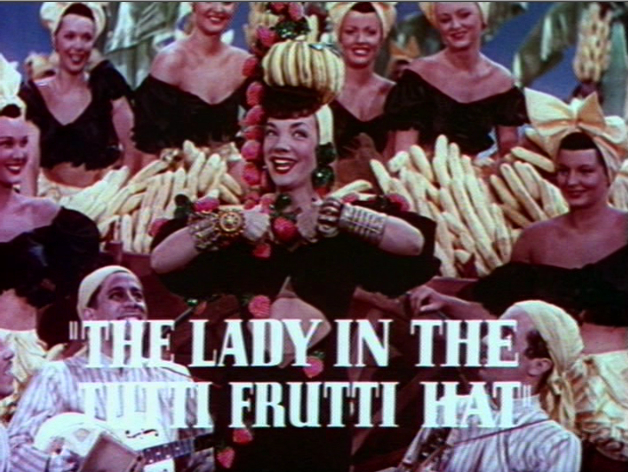
Carmen Miranda

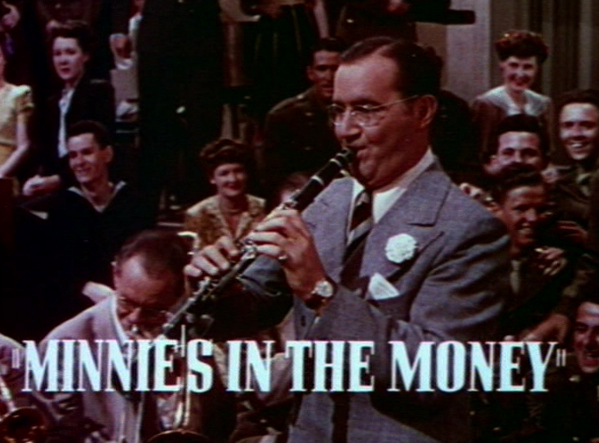
Benny Goodman

## Synopsis
Dorita (Carmen Miranda), meneuse de revue brésilienne, est la vedette d'un show à succès au « Club New-Yorker ». Un jeune sergent de l'armée américaine y tombe amoureux d'une des chanteuses de la revue (Alice Faye), avant de devoir partir en mission. À la suite d'un quiproquo, celle-ci pense que le jeune homme la trompe, mais sa rivale se révélera finalement n'être qu'une simple amie d'enfance, et tout s'arrange à la fin.

## Analyse
Film où le scénario léger n'est que le prétexte à relier une scène musicale à l'autre, Banana Split est cependant d'une très haute tenue artistique, avec des numéros chorégraphiés dans un style typique des années 1940, aux costumes somptueux et aux très nombreux figurants, sur des morceaux de jazz dirigés par le célèbre chef Benny Goodman. Certains truquages préfigurent même les films de science-fiction des années 1950 et 1960.

## Fiche technique
- Titre français: Banana Split
- Titre original : The Gang's All Here
- Réalisateur : Busby Berkeley
- Production : William Goetz (producteur exécutif) et William LeBaron
- Société de production : Twentieth Century Fox
- Scénario : Walter Bullock d'après l'histoire de Nancy Wintner, George Root Jr. et Tom Bridges
- Musique : Ary Barroso, Hugo Friedhofer, Arthur Lange, Cyril J. Mockridge, Alfred Newman et Gene Rose (non crédités)
- Chorégraphe : Busby Berkeley
- Directeur de la photographie : Edward Cronjager
- Montage : Ray Curtiss
- Décors : James Basevi et Joseph C. Wright
- Décorateur de plateau : Thomas Little
- Costumes : Yvonne Wood
- Pays de production : États-Unis
- Format : Couleurs (Technicolor) - Son : Mono (Western Electric Recording)
- Durée : 103 min
- Genre : Film musical, romance
- Dates de sortie : 
  - États-Unis : 24 décembre 1943
  - France : 31 décembre 1974

## Distribution
- Alice Faye : Edie Allen
- Carmen Miranda : Dorita 
  - Bando da Lua : Dorita's Orchestra
- Phil Baker : Phil Baker
- Benny Goodman : lui-même
- Eugene Pallette : Andrew Mason Sr.
- Charlotte Greenwood : Mme Peyton Potter
- Edward Everett Horton : Peyton Potter
- Tony De Marco : Tony De Marco
- James Ellison : Andy Mason
- Sheila Ryan : Vivian Potter
- Jeanne Crain : Chorus Girl, danseuse (scène de la piscine) (non créditée)
- Nestor Amaral : l'interprète de la chanson du générique "Aquarela do Brasil" (non crédité)

## Autour du film
- Carmen Miranda, la véritable vedette du film, était présentée au public comme une star brésilienne alors qu'elle est portugaise. Il faut dire que l'Amérique du Sud était très à la mode en 1943, notamment parce que les États-Unis en guerre avaient besoin de bonnes relations commerciales avec ces pays, riches en matières premières, d'où la politique américaine du « Politique de bon voisinage » en vigueur durant ces années-là. Le film s'ouvre d'ailleurs sur une scène portuaire[1], où un navire nommé « Brazil » débarque des fruits exotiques. Le style survolté et ultra-coloré de Carmen Miranda correspondait tout à fait, il est vrai, à l'image qu'avaient les Américains du Brésil, image très proche de celle développée par exemple dans le film Les Trois Caballeros, dans lequel la scène présentant la ville brésilienne de Bahia est d'ailleurs jouée par la propre sœur de Carmen Miranda.
- À cause des sous-entendus sexuels dans le film (des dizaines de femmes en petite tenue tenant des bananes géantes pointant vers le haut), le film n'est pas sorti au Portugal dans sa version première[2]. Même aux États-Unis, les censeurs avaient exigé que les danseuses du film portent les bananes à la ceinture et pas sur les hanches.
- L’actrice Alice Faye était enceinte de sa deuxième fille au moment du tournage.

## Récompenses et distinctions
- Le film est inscrit en 2014 au National Film Registry pour être conservé à la bibliothèque du Congrès car « culturellement, historiquement ou esthétiquement important. »[3].